# برناتسکی موست
برناتسکی موست (به لهستانی:  Bernacki Most) یک روستا در لهستان است که در گمینا ناروکا واقع شده‌است.